# F(x)
f(x) (kor. 에프엑스; wym. [ˌɛf ˈɛks]) – czteroosobowa wielonarodowa grupa k-popowa, utworzona przez wytwórnię SM Entertainment w 2009 roku. W skład grupy wchodzą liderka Victoria, Amber, Luna i Krystal. W 2015 roku z zespołu odeszła Sulli.
f(x) zadebiutowały 2 września 2009 roku jako „popowa grupa taneczna Azji”, wydając debiutancki singel pt. „LA chA TA”. W listopadzie tego samego roku wydały swój drugi singel – „Chu~♥”. W maju 2010 roku ukazał się jej pierwszy minialbum zatytułowany NU ABO. Po indywidualnym rozwoju członkiń w branży rozrywkowej i powrocie raperki Amber z przerwy (w czerwcu 2010) grupa powróciła ze swoim pierwszym albumem studyjnym zatytułowanym Pinocchio, wydanym w kwietniu 2011 roku. Singel z płyty zdobył swoje pierwsze zwycięstwo w programie muzycznym Inkigayo i była to pierwsza piosenka zespołu, która wygrała potrójną koronę. Kilka miesięcy później, w czerwcu 2011, grupa wydała repackage album zatytułowany Hot Summer i w tym czasie odznaczała się już dużą popularnością.
Trzeci album, Red Light, został wydany w lipcu 2014 roku. Promocje tego albumu zostały przerwane ze względu na złe samopoczucie Sulli, która postanowiła zrobić sobie przerwę od show-biznesu. W 2015 roku Sulli oficjalnie odeszła z grupy, a grupa powróciła z czwartym albumem studyjnym pt. 4 Walls w październiku 2015, już jako czteroosobowa grupa.

## Historia

### Casting i przeddebiutowe działania
Krystal została jako pierwsza zauważona przez SM Entertainment w 2000 roku podczas rodzinnej wizyty w Korei, co przyniosło jej niewielką rolę w teledysku zespołu Shinhwa do utworu „Wedding March (Neoui Gyeoteseo 2)” (kor. 너의 곁에서 2). Sulli zadebiutowała jako aktorka dziecięca, kiedy w 2005 roku została wybrana do roli młodej księżniczki Seonhwy Silli w dramie SBS Ballad of Seo Dong (kor. 서동요). W 2006 roku agencja zatrudniła Lunę po obejrzeniu jej występu w programie telewizyjnym Truth Game. Victoria została zauważona przez jednego z agentów SM Entertainment podczas konkursu tańca w Pekinie we wrześniu 2007 roku, a później dołączyła do wytwórni. Dwa miesiące później Amber została wybrana przez S.M. Global Auditions w Los Angeles, w Kalifornii, gdzie była jedną z dwóch osób wybranych na stażystów.

### 2009: Debiut

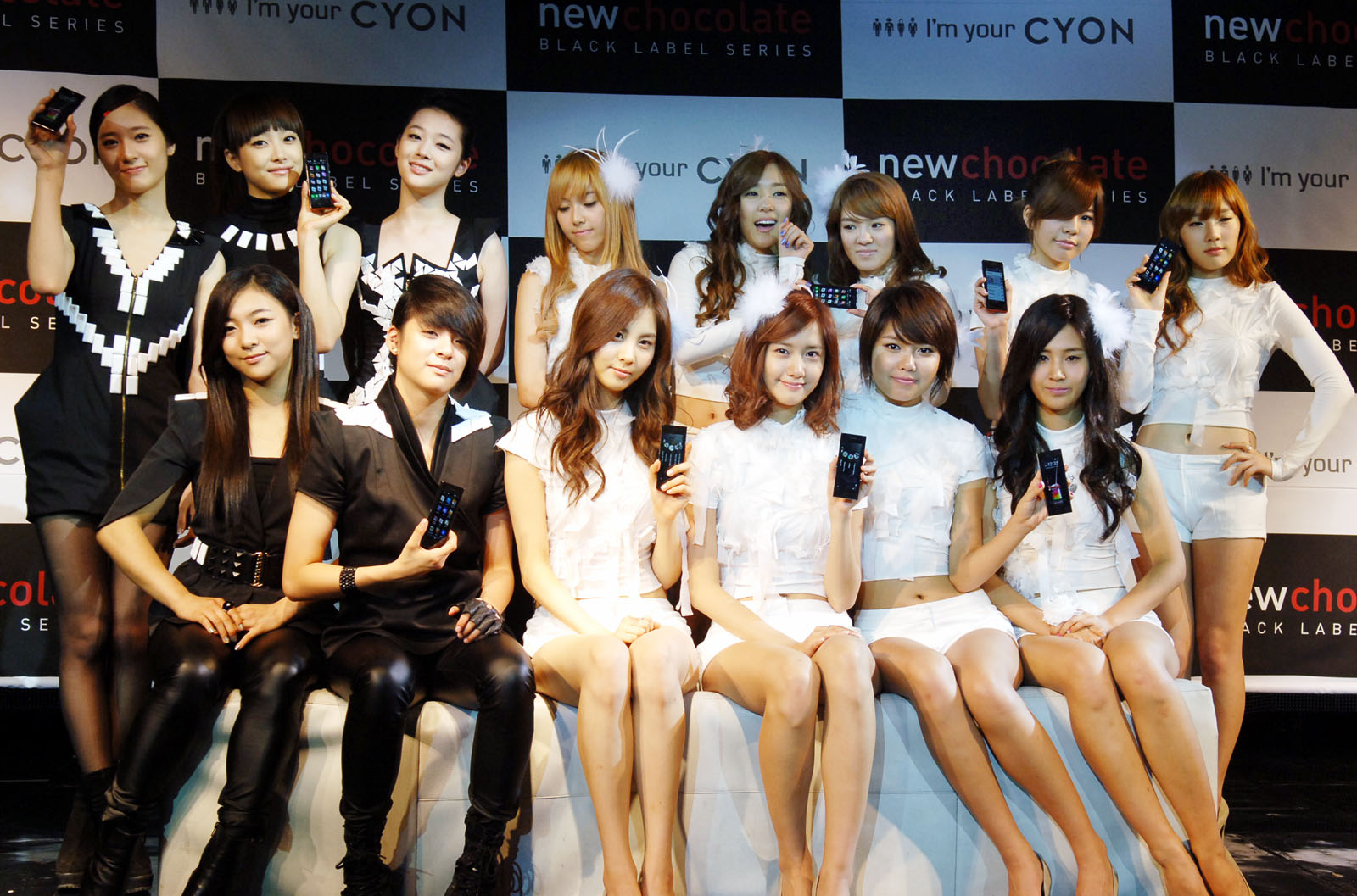
f(x) z Girls’ Generation podczas showcase’u telefonu LG Chocolate

Grupa f(x) została przedstawiona jako „popowa grupa taneczna Azji” przez teaser wideo opublikowany na kanale YouTube 24 sierpnia 2009 roku. Przez pięć dni SM Entertainment ujawniało informacje o zespole przez portale informacyjne i zamieszczało zdjęcia każdej członkini na ich oficjalnej stronie internetowej. Ich debiutancki singel zatytułowany „LA chA TA” został wydany 1 września 2009 roku. Po ich pierwszym występie w Samseong-dong Fashion Center w dniu 2 września 2009 roku został pokazany teledysk do singla i opublikowany w internecie. Pierwszy wyemitowany występ zespołu z utworem „LA chA TA” odbył się 5 września 2009 i został wyemitowany w programie Show! Music Core kanału MBC.
W październiku f(x) promowały telefon LG Chocolate wspólnie z członkiniami zespołu Girls’ Generation. Obie grupy wydały własną interpretację piosenki „Chocolate Love” – f(x) nagrały wersję elektropopową 8 października 2009 roku. 9 listopada 2009 roku grupa wydała swój pierwszy fizyczny singel pt. „Chu~♥”, a miesiąc później wystąpiły jako goście specjalni na koncercie Girls’ Generation Into the New World w Olympic Fencing Gymnasium 19 i 20 grudnia 2009 roku.
Członkinie f(x) zaczęły zdobywać popularność przez pokazywanie innego stylu mody, muzyki i choreografii.

### 2010–2011:NU ABOiPinocchio
W styczniu 2010 roku grupa nawiązała współpracę z chińskim boysbandem M.I.C. w celu promowania telefonu LG Cyon. 2 stycznia wydała chiński cover utworu „Lollipop”, napisany przez Juliusa Dixsona i Beverly Ross. 4 maja zespół wydał swój pierwszy minialbum pt. NU ABO. Główny singel promujący płytę, „NU ABO”, uplasował się na szczycie różnych internetowych list muzycznych w Korei, a także znalazł się na liście Gaon Chart na pierwszym miejscu w tygodniu swojej premiery. 7 maja f(x) po raz pierwszy wykonały utwór w programie Music Bank stacji KBS. W czerwcu Amber udała się na przerwę z powodu kontuzji stawu skokowego, podczas gdy zespół kontynuował swój harmonogram bez niej. 21 sierpnia f(x) wzięły udział w pierwszym koncercie z trasy SMTown Live ’10 World Tour na Stadionie Olimpijskim w Seulu. Wystąpiły także w Tokio, Szanghaju, Los Angeles i Paryżu w późniejszych terminach.
Na początku 2011 roku Amber wróciła do grupy po przerwie. 20 kwietnia ukazał się pierwszy studyjny album zespołu, Pinocchio, wraz z promującym go singlem „Pinocchio (Danger)”. Zespół po raz pierwszy wykonał piosenkę na żywo 22 kwietnia w programie Music Bank stacji KBS. Album został wydany ponownie 14 czerwca pod tytułem Hot Summer. Zawierał 10 wcześniej wydanych utworów, remake piosenki Monrose – „Hot Summer” – a także trzy poprzednie single: „LA chA TA”, „Chu~♥” i „...Is It OK?”.

### 2012–2013:Electric Shock, japoński debiut iPink Tape

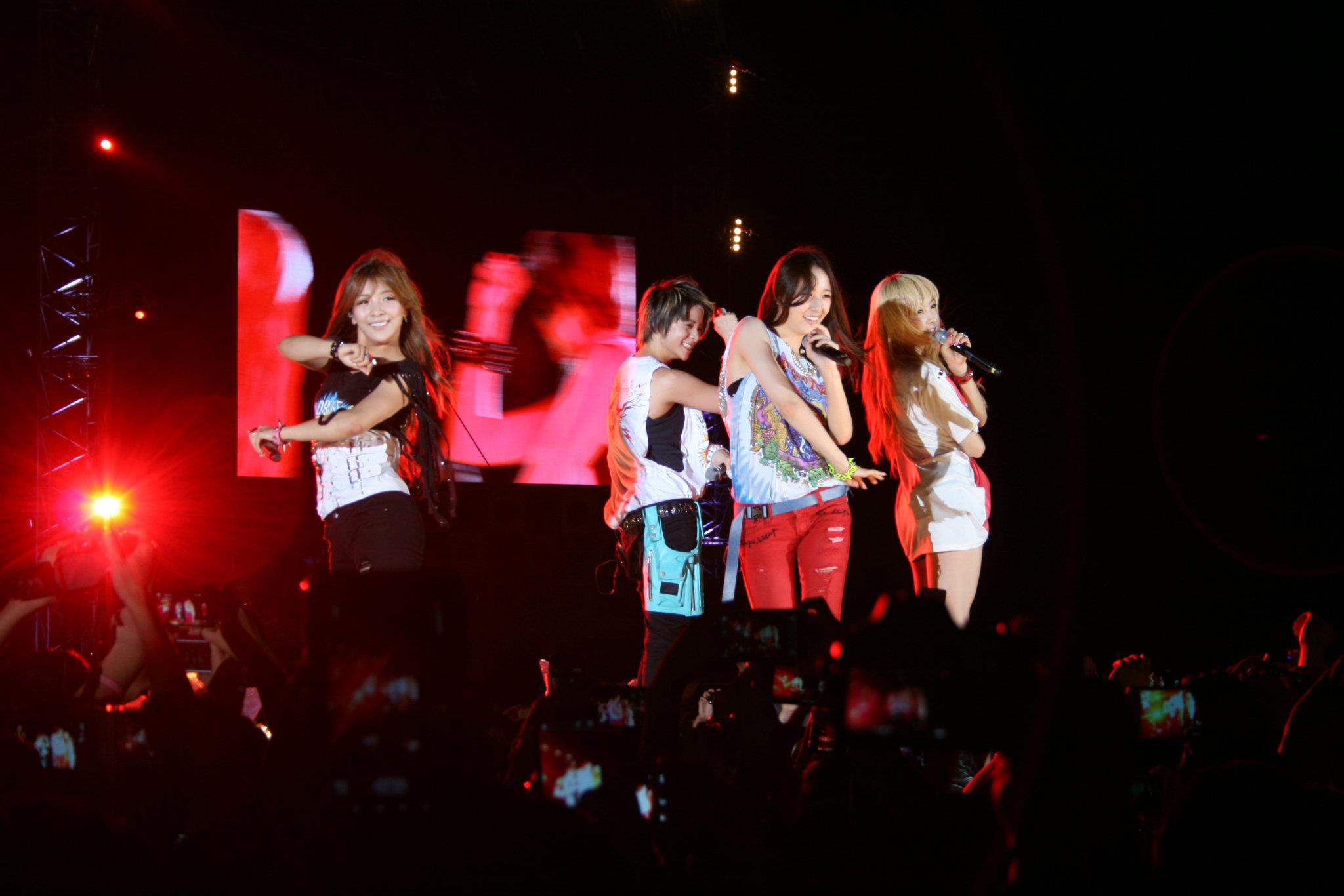
Grupa f(x) występująca na koncercie Yeosu Expo K-Pop 17 lipca 2012 roku. Sulli nie brała w nim udziału z powodu kręcenia zdjęć do serialu

13 czerwca 2012 roku ukazał się drugi minialbum zespołu zatytułowany Electric Shock. Dzień później rozpoczęły się działania promocyjne, zaczynając od występu w programie M! Countdown stacji Mnet. Grupa występowała, wykonując utwory „Electric Shock” i „Jet”. 12 września 2012 roku f(x) zadebiutowały w Japonii, wydając japoński remake utworu „Hot Summer”. 30 listopada zespół otrzymał nagrodę w kategorii Najlepszy żeński występ taneczny za utwór „Electric Shock” podczas rozdania nagród Mnet Asian Music Awards w Hongkongu w 2012 roku.
W styczniu 2013 roku piosenki „Electric Shock” i „Jet” zostały nominowane do nagród w kategoriach Best Dance i Electronic Song podczas 10. Korean Music Awards. Ponieważ dwie piosenki zostały nominowane w tej samej kategorii, przedstawiciel KMA stwierdził, że „wynika to ze znakomitych recenzji muzycznych i zamiast nie wziąć ich pod uwagę dlatego, że są tego samego artysty, postanowiliśmy docenić ich doskonałość”.
W marcu grupa została pierwszym artystą k-popowym, który wystąpił na SXSW, festiwalu odbywającym się co roku w Austin, w stanie Teksas. Grupa została wymieniona przez Fuse jako jeden z 30 Must-See Acts festiwalu.
1 lipca zespół wystąpił na festiwalu Hong Kong Dome Festival. 29 lipca ukazał się jego drugi album studyjny – Pink Tape. Tego samego dnia odbył się showcase grupy f(x) Music Spoiler – Play! Pink Tape w programie Naver Music. Album składał się z dwunastu utworów, promował go singel „Rum Pum Pum Pum”. Zadebiutował jako numer jeden na wielu listach przebojów na arenie międzynarodowej, w tym Billboard World Albums i Gaon. Zespół rozpoczął działania promocyjne albumu od występu w programie M! Countdown 25 lipca. Utwór „Rum Pum Pum Pum” zdobył cztery zwycięstwa w różnych programach muzycznych. Uplasował się na 3. pozycji listy „20 najlepszych piosenek k-popowych z 2013 roku” tygodnika „Billboard”.

### 2014:Red Light
Na początku 2014 roku f(x) zdobyły nagrodę Group Artist podczas 20. rozdania Korean Entertainment Arts Awards, nagrodę Disk Bonsan podczas 28. Golden Disk Awards oraz nagrodę Best Overseas Artist Performance podczas Yin Yue Feng Yun Bang Awards w Chinach. Podczas ceremonii wręczenia Golden Disk Award Krystal, Luna i Amber wykonały cover utworu „The Boys” zespołu Girls’ Generation. Trzeci album studyjny, Red Light, został wydany 7 lipca 2014 roku. Album eksperymentuje z różnymi dźwiękami i składa się z jedenastu utworów. W sierpniu Pitchfork zamieścił utwory „Shadow”, „Rum Pum Pum Pum” i „Red Light” na liście 20 najlepszych podstawowych piosenek k-popowych.
17 lipca grupa wystąpiła w programie M!Countdown bez Sulli. SM Entertainment wyjaśniło, że Sulli była chora i dlatego nie była w stanie występować. 24 lipca 2014 roku SM Entertainment opublikowało oficjalne oświadczenie na głównej stronie grupy, stwierdzając, że w związku z „fizycznym i psychicznym wyczerpaniem ciągłymi, złośliwymi komentarzami i fałszywymi pogłoskami” Sulli udała się na tymczasową przerwę od pracy w branży rozrywkowej, choć nadal pozostała członkiem grupy. Pozostałe członkinie kontynuowały wszelkie działania grupowe bez Sulli.

### 2015: odejście Sulli z zespołu i4 Walls

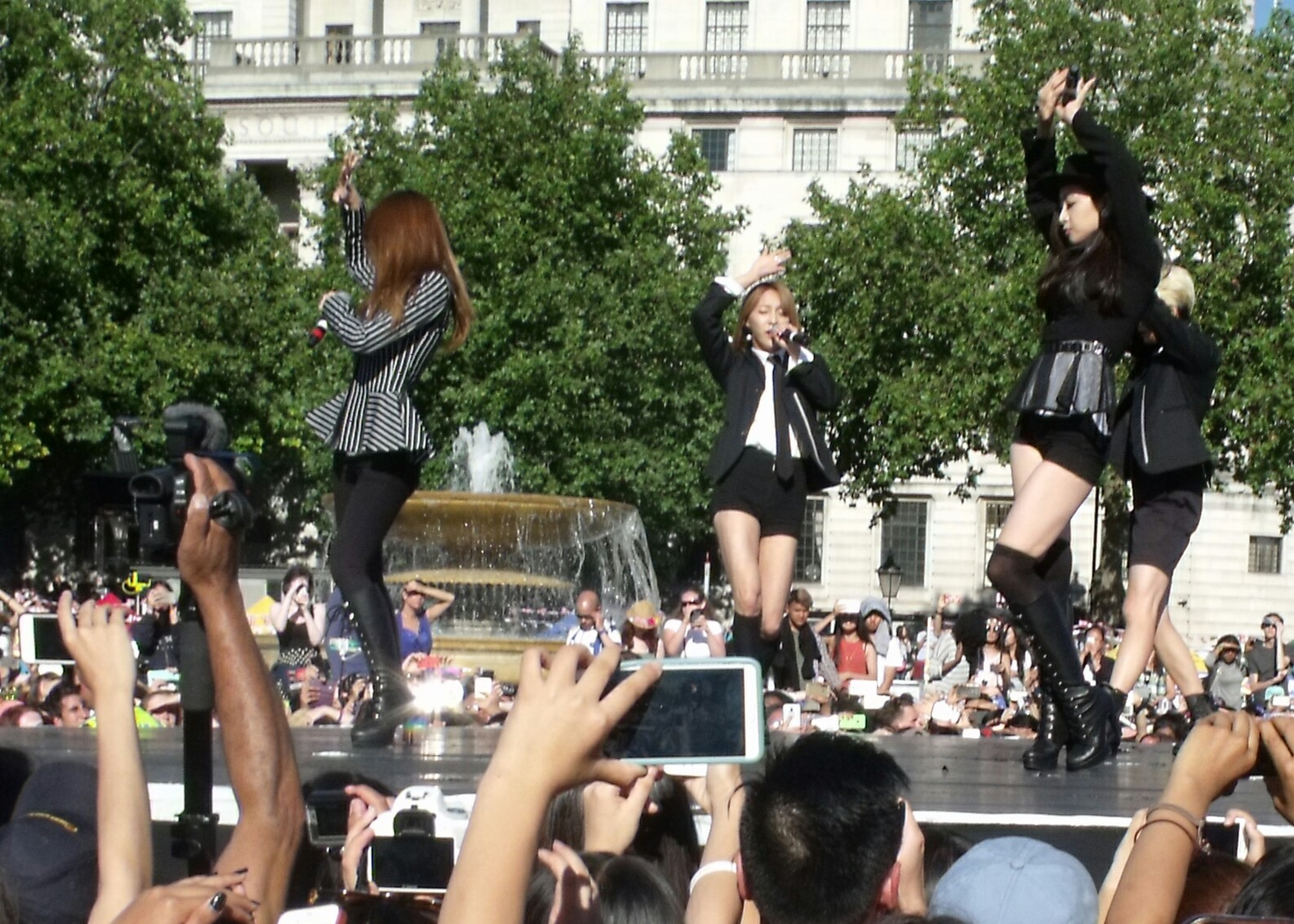
Zespół występujący na Trafalgar Square podczas otwarcia festiwalu London Korea Festival: Imagine Your Korea

Pierwszy japoński singel zespołu, zatytułowany „SUMMER SPECIAL Pinocchio/Hot Summer”, ukazał się 22 lipca 2015 roku. Na płycie znalazły się utwory „Pinocchio” i „Hot Summer”, a wersja DVD zawierała teledyski do obu utworów.
7 sierpnia 2015 zostało oficjalnie ogłoszone odejście Sulli z zespołu, aby mogła skoncentrować się na swojej karierze aktorskiej. Zespół nadal kontynuował pracę jako czteroosobowa grupa. 9 sierpnia odbył się pierwszy oficjalny występ jako czteroosobowa grupa na 2015 London Korean Film Festival: Imagine Your Korea podczas koncertu przy Trafalgar Square.
13 sierpnia SM Entertainment potwierdziło, że f(x) pracuje nad czwartym studyjnym albumem z premierą zaplanowaną na wrzesień.
29 sierpnia Krystal, Amber i Luna wystąpiły na japońskim festiwalu muzycznym AVEX A-Nation 2015 Stadium Festival w Tokio, w Japonii. Wykonały piosenki „Red Light”, „All Night”, „Rum Pum Pum Pum” oraz japońskie wersje „Pinocchio” i „Hot Summer” dla ponadpięćdziesięciotysięcznej widowni.
Czwarty koreański album, zatytułowany 4 Walls, ukazał się 27 października 2015 roku. Sprzedał się on w nakładzie ponad 66 tysięcy egzemplarzy w ciągu tygodnia od premiery, przez co stał się drugim albumem po The Boys Girls’ Generation, który tego dokonał, i zadebiutował na pierwszym miejscu na liście tygodnika „Billboard”. Uzyskał pozytywne recenzje krytyków na portalu Pitchfork, dzięki czemu zespół został drugą grupą k-popową (po 2NE1), która została opisana na tej stronie internetowej.

### 2016: solowy koncert i koreańsko-japońska trasa koncertowa
21 stycznia członkinie Amber, Krystal i Luna wzięły udział w Golden Disk Awards, podczas których grupa zdobyła Bonsang Disk za album 4 Walls.
28 października 2015 roku SM Entertainment ogłosiło, że pierwszy solowy koncert zespołu, f(x) the 1st concert DIMENSION 4 – Docking Station, odbędzie się w styczniu 2016 roku. Występy odbyły się w Olympic Hall, w Olympic Park, w Seulu w dniach 29–31 stycznia. Pierwszy japoński koncert trasy f(x) odbył się 20 lutego w Aritake Colloseum, w Tokio, a zakończył 28 stycznia w prefekturze Aichi.
31 stycznia, podczas ostatniego dnia koreańskich koncertów, członkinie f(x) ujawniły oficjalną nazwę fanklubu grupy – ME U.
22 lipca grupa wydała singel EDM zatytułowany „All Mine”. 12 września zapowiedziano kolejny japoński singel – „4 Walls/COWBOY” – który ukazał się 2 listopada. 16 października 2016 roku oglądalność teledysku „Electric Shock” przekroczyła 100 milionów odsłon w serwisie YouTube.

### 2019: Odejście z SM
W sierpniu 2019 roku f(x) wystąpiły razem na trzydniowym koncercie SM Town Live 2019 w Tokio, (bez Victorii).
1 września Amber ogłosiła za pośrednictwem swoich kont w mediach społecznościowych, że nie przedłużyła umowy z SM Entertainment. 4 września Victoria ogłosiła za pośrednictwem mediów społecznościowych, że również nie przedłużyła umowy z agencją. Później tego samego dnia SM Entertainment ujawniło, że Luna również nie przedłużyła swojej umowy.

## Dyskografia

### Albumy studyjne
| 2011                        | Pinocchio (피노키오) - Wydany: 20 kwietnia 2011 - Wytwórnia: SM Entertainment, KMP Holdings - Format: CD, digital download                         | 1 | –  | — | - KOR: 72 383+  |
| 2011                        | Hot Summer - Ponowne wydanie albumu Pinocchio - Wydany: 14 czerwca 2011 - Wytwórnia: SM Entertainment, KMP Holdings - Format: CD, digital download | 2 | –  | — | - KOR: 69 110+  |
| 2013                        | Pink Tape - Wydany: 29 lipca 2013 - Wytwórnia: SM Entertainment, KT Music - Format: CD, digital download                                           | 1 | 21 | 1 | - KOR: 102 434+ |
| 2014                        | Red Light - Wydany: 7 lipca 2014 - Wytwórnia: SM Entertainment, KT Music - Format: CD, digital download                                            | 1 | 13 | 2 | - KOR: 93 853+  |
| 2015                        | 4 Walls - Wydany: 27 października 2015 - Wytwórnia: SM Entertainment, KT Music - Format: CD, digital download                                      | 1 | 7  | 1 | - KOR: 77 915+  |
| "—" oznacza brak notowania. | |   |    |   |                 |

### Albumy koncertowe
| Rok  | Informacje | Najwyższa pozycja   | Sprzedaż     |
| Rok  | Informacje | JPN (Oricon)        | Sprzedaż     |
| ---- | --- | ------------------- | ------------ |
| 2016 | f(x) the first concert Dimension 4 – Docking Station in Japan - Wydany: 6 lipca 2016 - Wytwórnia: SM Entertainment, KMP Holdings - Format: DVD, Blu-ray | 4 (DVD) 3 (Blu-ray) | - JPN: 5880+ |

### Minialbumy
| Rok                         | Informacje | Najwyższa pozycja | Najwyższa pozycja | Najwyższa pozycja | Sprzedaż       |
| Rok                         | Informacje | KOR               | US Heat           | US World          | Sprzedaż       |
| --------------------------- | --- | ----------------- | ----------------- | ----------------- | -------------- |
| 2010                        | NU ABO (NU 예삐오) - Wydany: 4 maja 2010 - Wytwórnia: SM Entertainment, KMP Holdings - Format: CD, digital download | 2                 | –                 | —                 | - KOR: 52 222+ |
| 2012                        | Electric Shock - Wydany: 10 czerwca 2012 - Wytwórnia: SM Entertainment, KMP Holdings - Format: CD, digital download | 1                 | 21                | 2                 | - KOR: 88 942+ |
| "—" oznacza brak notowania. | |                   |                   |                   |                |

### Single
| Rok                         | Tytuł                                    | Najwyższa pozycja | Najwyższa pozycja | Najwyższa pozycja | Sprzedaż          | Album          |            |            |
| Rok                         | Tytuł                                    | KOR               | JPN Oricon        | JPN Hot 100       | Sprzedaż          | Album          |            |            |
| Koreańskie                  | Koreańskie                               | Koreańskie        | Koreańskie        | Koreańskie        | Koreańskie        | Koreańskie     | Koreańskie | Koreańskie |
| --------------------------- | ---------------------------------------- | ----------------- | ----------------- | ----------------- | ----------------- | -------------- | ---------- | ---------- |
| 2009                        | „La Cha Ta”                              | –                 | –                 | —                 | —                 | —              |            |            |
| 2009                        | „Chocolate Love (Electronic Pop Ver.)”   | –                 | –                 | —                 | —                 | —              |            |            |
| 2009                        | „Chu~♡”                                  | –                 | –                 | —                 | —                 | —              |            |            |
| 2010                        | „NU ABO (NU 예삐오)”                     | 1                 | –                 | —                 | - KOR: 2 159 640+ | Nu ABO         |            |            |
| 2010                        | „Mr. Boogie”                             | 66                | –                 | —                 | –                 | Nu ABO         |            |            |
| 2011                        | „Pinocchio (Danger) (피노키오 (Danger))” | 1                 | –                 | —                 | - KOR: 2 588 038+ | Pinocchio      |            |            |
| 2011                        | „Hot Summer”                             | 2                 | –                 | —                 | - KOR: 2 909 384+ | Hot Summer     |            |            |
| 2012                        | „Electric Shock”                         | 1                 | –                 | —                 | - KOR: 2 150 840+ | Electric Shock |            |            |
| 2013                        | „Rum Pum Pum Pum”                        | 1                 | –                 | —                 | - KOR: 899 953+   | Pink Tape      |            |            |
| 2014                        | „Red Light”                              | 2                 | –                 | —                 | - KOR: 523 447+   | Red Light      |            |            |
| 2015                        | „4 Walls”                                | 2                 | –                 | —                 | - KOR: 619 022+   | 4 Walls        |            |            |
| 2015                        | „Wish List (12시 25분 (Wish List))”      | 21                | –                 | —                 | - KOR: 107 117+   | Winter Garden  |            |            |
| 2016                        | „All Mine”                               | 12                | –                 | —                 | - KOR: 216 354+   | –              |            |            |
| Chińskie                    |                                          |                   |                   |                   |                   |                |            |            |
| 2010                        | „Lollipop” (feat. M.I.C.)                | –                 | –                 | —                 | –                 | –              |            |            |
| Japońskie                   |                                          |                   |                   |                   |                   |                |            |            |
| 2015                        | „SUMMER SPECIAL Pinocchio/Hot Summer”    | –                 | 23                | 57                | —                 | —              |            |            |
| 2016                        | „4 Walls / Cowboy”                       | –                 | 15                | 90                | - JPN: 8,677      | —              |            |            |
| "—" oznacza brak notowania. |                                          |                   |                   |                   |                   |                |            |            |

## Wideoklipy
| Rok        | Utwór                               | Uwagi                                                                        |
| Koreańskie | Koreańskie                          | Koreańskie                                                                   |
| ---------- | ----------------------------------- | ---------------------------------------------------------------------------- |
| 2009       | „La Cha Ta”                         | Debiut                                                                       |
| 2009       | „Chocolate Love”                    | Reklama telefonu LG Chocolate (wersja electro-popowa)                        |
| 2009       | „Chu~♡”                             |                                                                              |
| 2009       | „Hard but Easy”                     | Ścieżka dźwiękowa do serialu Invincible Lee Pyung Kang (duel Luny i Krystal) |
| 2010       | „Thrill Love”                       | Ścieżka dźwiękowa do serialu Hungry Romeo, Luxury Juliet                     |
| 2010       | „Nu ABO”                            |                                                                              |
| 2011       | „Pinocchio (Danger)”                |                                                                              |
| 2011       | „Hot Summer”                        |                                                                              |
| 2012       | „Electric Shock”                    |                                                                              |
| 2013       | „Rum Pum Pum Pum”                   |                                                                              |
| 2014       | „Red Light”                         | Ostatni wideoklip w pięcioosobowym składzie                                  |
| 2015       | „4 Walls”                           | Pierwszy wideoklip w czteroosobowym składzie                                 |
| 2015       | „Wish List (12시 25분 (Wish List))” |                                                                              |
| 2016       | „All Mine”                          | Wyreżyserowany przez Amber                                                   |
| Japońskie  |                                     |                                                                              |
| 2012       | „Hot Summer”                        | Debiut w Japonii                                                             |
| 2015       | „Pinocchio (Danger)”                | Nakręcony w 2011                                                             |
| 2016       | „4 Walls”                           |                                                                              |
| Chińskie   |                                     |                                                                              |
| 2010       | „Lollipop”                          | Reklama telefonu LG Lollipop (duet z zespołem M.I.C.)                        |